# Zhenning
Der Autonome Kreis Zhenning der Bouyei und Miao (chinesisch 鎮寧布依族苗族自治縣 / 镇宁布依族苗族自治县, Pinyin Zhènníng Bùyīzú Miáozú Zìzhìxiàn, kurz 鎮寧縣 / 镇宁县,  Zhènníng Xiàn – „Kreis Zhenning“) ist ein chinesischer autonomer Kreis der Bouyei und Miao in der Provinz Guizhou. Er gehört zum Verwaltungsgebiet der bezirksfreien Stadt Anshun. Die Fläche beträgt 1.704 Quadratkilometer und die Einwohnerzahl 287.200 (Stand: Ende 2018).

## Administrative Gliederung
Auf der Kreisebene setzt sich Zhenning aus vier Straßenvierteln, acht Großgemeinden und drei Gemeinden zusammen. Diese sind:
- Straßenviertel Baimahu (白马湖街道);
- Straßenviertel Dingqi (丁旗街道);
- Straßenviertel Huanchi (环翠街道);
- Straßenviertel Shuanglongshan (双龙山街道);

- Großgemeinde Benzhai (本寨镇);
- Großgemeinde Biandanshan (扁担山镇);
- Großgemeinde Ganglong (江龙镇);
- Großgemeinde Huangguoshu (黄果树镇);
- Großgemeinde Liangtian (良田镇);
- Großgemeinde Liuma (六马镇);
- Großgemeinde Machang (马厂镇);
- Großgemeinde Muyi (募役镇);

- Gemeinde Geli (革利乡);
- Gemeinde Jianga (简嘎乡).
- Gemeinde Shazi (沙子乡);